# Кяесла
Кя́есла (ест. Käesla küla) — село в Естонії, у волості Ляене-Сааре повіту Сааремаа.

## Населення
Чисельність населення на 31 грудня 2011 року становила 31 особу.

## Географія
Поблизу села тече річка Пюгайиґі (Pühajõgi).
Через село проходить автошлях 112 (Кяесла — Карала — Лоона), а також від села починається дорога Гірмусте — Кяесла.

## Історія
До 12 грудня 2014 року село входило до складу волості Кярла.